# 竜司ウォルター
竜司ウォルター（りゅうじウォルター、1972年5月9日 - ）は、日本の元プロレスラー。本名：江崎 竜司（えざき りゅうじ）。

## 経歴
アメリカで用心棒を職業としていたがプロレスラーになるため、ボリス・マレンコが主宰しているマレンコ道場に入門。その後、スティーブ・カーンが主宰しているレスリングスクール「School of Hard Knocks」に入門。
1997年、CCWの対チャド・ベガ戦でデビュー。その後、IPW、ニューブリードに所属していた。
2003年、ジョージ・キングの紹介で来日して格闘探偵団バトラーツに入団。
2007年5月18日、新宿FACEで自主興行「The Tempest Dragon」を開催。
2011年11月5日、バトラーツが解散。
2015年8月23日、The Tempest Dragon新宿FACE大会で引退試合が行われた。

## 得意技
BUM
バズソーキック
仰向けになった相手の上半身を起こして相手の左側頭部を振り抜いた右足の甲で蹴り飛ばす。
各種キック

## タイトル歴
- ニューブリードヘビー級王座